# Mediodactylus heteropholis
Mediodactylus heteropholis là một loài thằn lằn trong họ Gekkonidae. Loài này được Minton, Anderson & Anderson mô tả khoa học đầu tiên năm 1970.